# Bomarea densiflora
Bomarea densiflora är en alströmeriaväxtart som beskrevs av Herb.. Bomarea densiflora ingår i släktet Bomarea och familjen alströmeriaväxter. Inga underarter finns listade i Catalogue of Life.